# Ädelfors

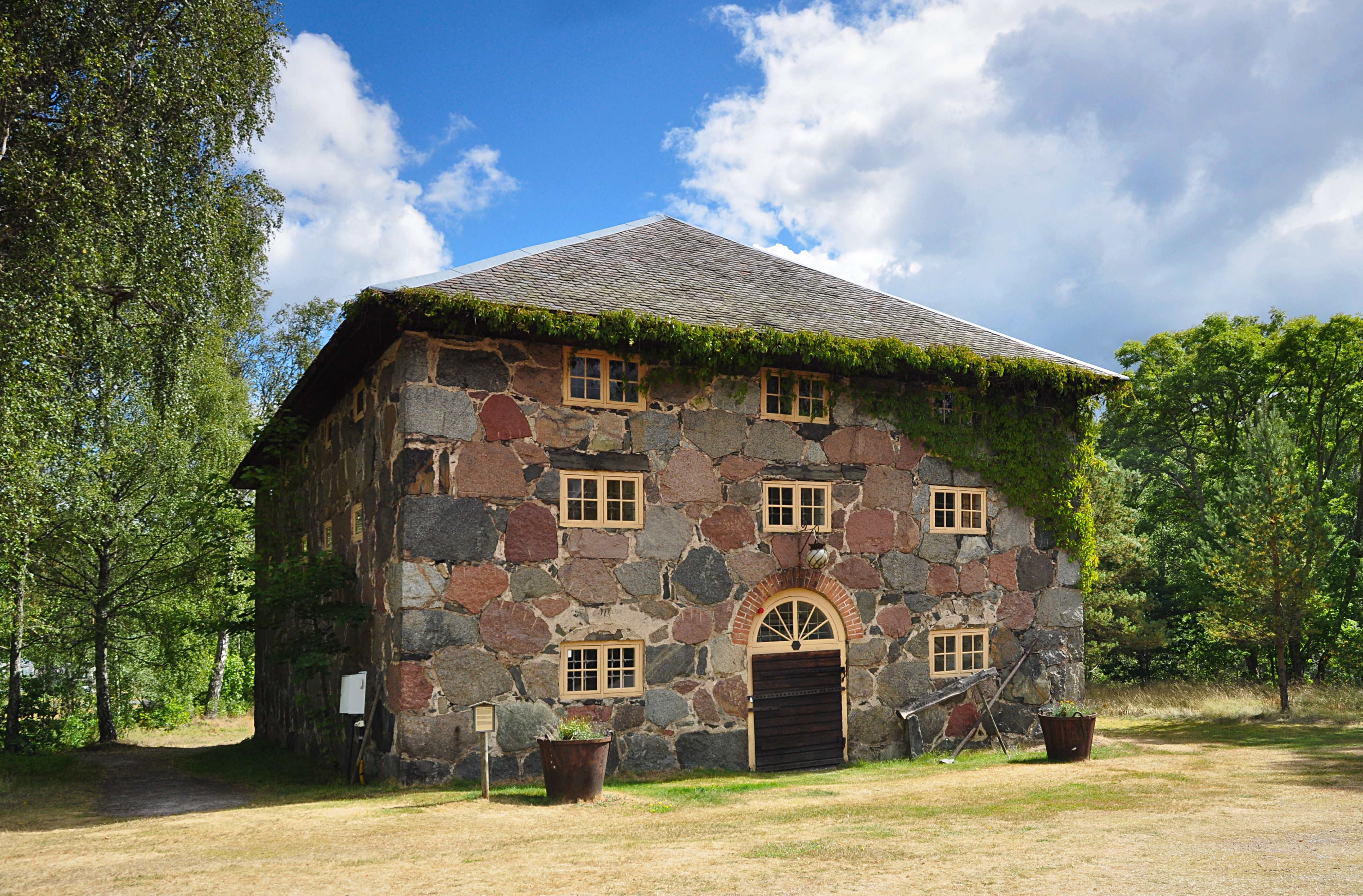
Anciennes maisons d’ingénieurs (d'après Stenmagasinet, 2016).

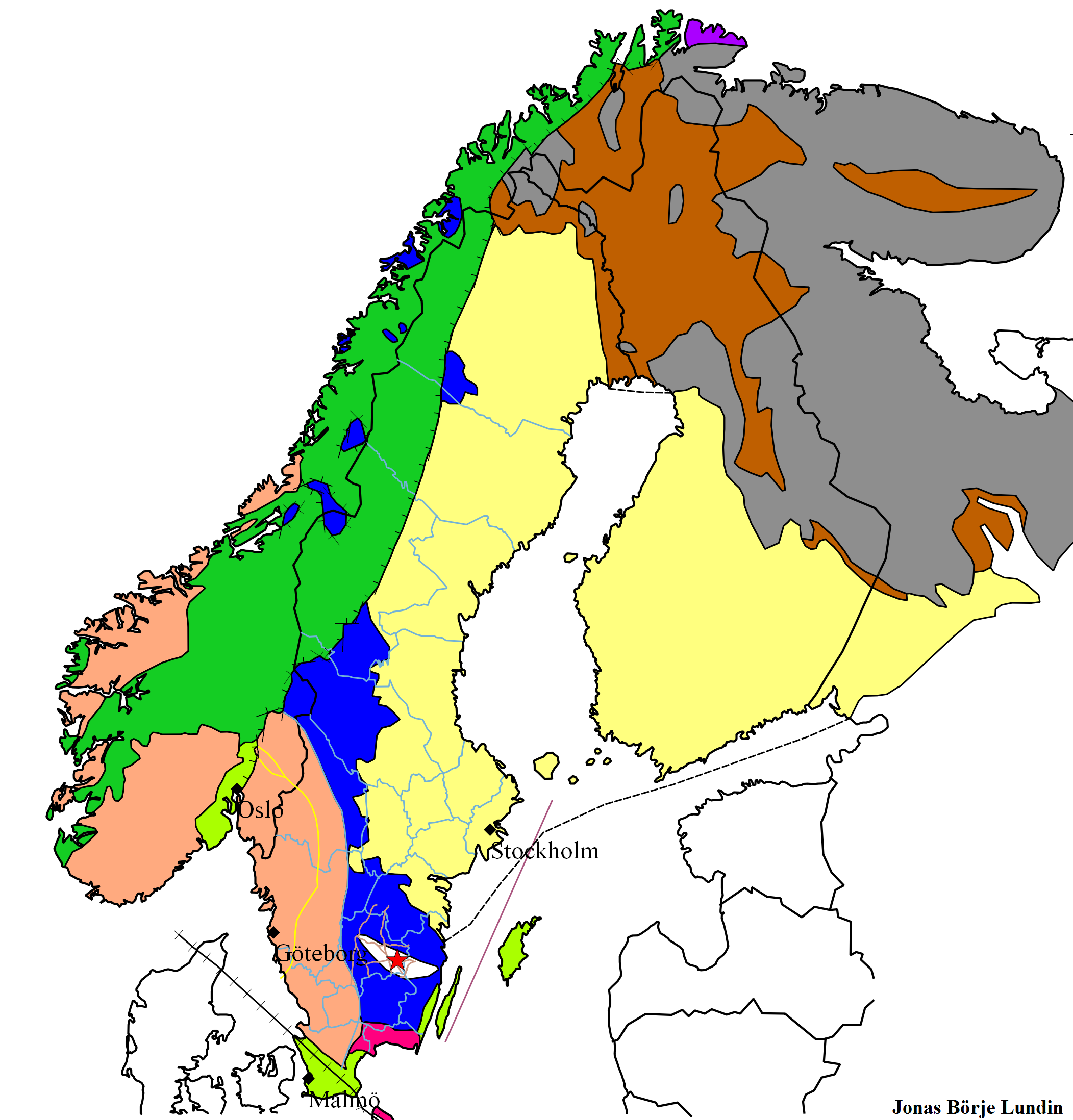
Subdivision géologique du bouclier scandinave, ceintures orogéniques sveco-norvégienne en bistre, Ädelfors zone pointillée. Svécofennides en jaune et ceinture magmatique trans-scandinave en bleu.

Ädelfors est un bassin industriel et minier au cœur de la région du Småland. Ce gisement aurifère, aujourd'hui épuisé, vit la construction des premières forges et ateliers métallurgiques de Suède ; il n'est plus aujourd'hui que très peu peuplé, avec moins de 50 habitants.
Ädelfors est un hameau construit entre la vallée de l'Emån et un lac de retenue. Les vieilles maisons de trouvent sur la rive nord du fleuve, non loin des anciennes forges. Jusqu'en 2005, Ädelfors était un canton de la commune de Vetlanda.

## Géologie
Ädelfors occupe une position particulière au centre de la ceinture magmatique trans-scandinave (TIB en abrégé), s'étendant d'ouest de est de Jönköping à Oskarshamn. Il est possible que cette ceinture s'étende encore plus à l'est, jusqu'à former le socle de l'île de Gotland.
Selon Lahtinen (2010), elle pourrait se prolonger jusqu'à la Lituanie occidentale, ce qui lui donnerait une longueur de 500 km environ. La similitude des lithologies (méta-sédiments), qui présentent des transformations métamorphiques à une même période (il y a 1,83 milliard d'années), milite en faveur de cette hypothèse. Il est en tout cas certain que l'actuelle ceinture Oskarshamn-Jönköping (OJB en abrégé), s'étire sur au moins 150 km.
La limite de la ceinture OJB est peu perceptible sur le terrain : elle est tantôt masquée par les granites et vulcanites de la ceinture magmatique trans-scandinave, tantôt lézardée de failles, ces dernières courant principalement selon une orientation Nord-ouest/Sud-est. La ceinture OJB se distingue en fait des granites et porphyres environnants par le mélange de sédiments et de vulcanites, où l'on retrouve pour l'essentiel des arkoses et des conglomérats, et à un moindre degré des magmatites tonalitiques.
Ses roches se rattachent à ce qu'on appelle le « supergroupe de Vetlanda. » Le long de la limite sud, on retrouve des silicates mafiques présentant le caractère de basaltes de dorsale océanique (MORB). Cela peut correspondre soit à un bassin arrière-arc soit au magmatisme d'un bassin d'avant-arc. Le caractère singulier de cette formation est confirmé par les mesures de la croûte terrestre, qui s'épaissit de 45 km à 55 km au niveau d'OJB. Le géologue finlandais Nironen propose un modèle tectonique où la ceinture OJB a suivi les déplacements d'une terrane en Suède moyenne par subduction vers le nord. Selon ce modèle, une zone de subduction serait apparue il y a plus de 1,88  milliard d'années, la moitié sud recouvrant la moitié nord du massif. Cette zone affectait la forme d'un arc allant de Stockholm au nord, vers Malmö à l'est, avant d'obliquer vers le Sud.
Avant 1,85 milliard d'années, les zones de subduction étaient moins étendues et les failles se formaient plus au sud. Simultanément, le nord de la zone de subduction subissait un étirement, et une autre zone de subduction se formait à l'ouest. Puis la terrane s'incurva fortement, donnant naissance aux régions de Bergslagen et de Sörmland, où il y a eu aussi de multiples exploitations minières.
D'après le modèle tectonique de Nironen, l'OJB erstmals n'apparaît qu'il y a 1,82 milliard d'années. Nironen décrit l'OJB comme une zone en proie au volcanisme d'arc insulaire, au-delà de la zone de subduction au sud-est.
Selon Andersson et al. (2004), cette ceinture serait née de la collision d'arcs insulaires et de la subduction de croûtes océaniques entre ces archipels. Cela se serait produit entre  1,84 et 1,82 milliard d'années, au moment de l'accrétion de plates-formes continentales vers l'océan.
L'orogenèse svécofennienne était presque achevée lorsque se développa un volcanisme d'arc insulaire dans l'OJB. Il s'accompagna d'intrusion de magmatite (dite magmatite TIB 0), ainsi qu'un magmatisme de marge continentale. La ceinture OJB s'était incurvée avant l'intrusion des migmatites TIB, il y a 1,81-1,77 milliard d'années,. De nouvelles intrusions magmatiques suivirent (dites TIB-1, TIB-2 et TIB-3), qui ont recouvert en partie la ceinture Oskarshamn-Jönköping. La limite avec la ceinture ignée trans-scandinave a été fortement remaniée par cisaillement de couches ductiles, développant des failles orientées WNW-ESE.
Après la formation de ces deux unités (OJB et TIB), il y a eu intrusion de dykes doléritiques, par endroits sur plus de 15 km de longueur. Autrefois, les géologues pensaient que la ceinture Oskarshamn-Jönköping n'était apparue que lors de l’orogenèse de Gotland, mais cette théorie a été battue en brèche par les mesures radiométriques, qui ont démontré que les roches de l'OJB sont contemporaines des roches des Svécofennides.
Ainsi les couches de l'OJB se composent principalement de méta-sédiments et de vulcanites acides : les premiers se concentrent à l'ouest, et les méta-vulcanites apparaissent à partir de 15°10´ latitude géographique à l'est, pour former une lentille d'épaisseur croissante au cœur du lit de métasédiments.
Dans les environs d'Ädelfors, on trouve surtout des métavulcanites sombres mêlés par endroits de sédiments et de schistes variés. À la pointe sud-est de ce bassin, on peut trouver des magmatites non métamorphisées. Le fleuve Emån forme à cet endroit un coude où la rive est abrupte (déclivité supérieure à 68 %).
Le bassin est fort accidenté. Le tracé de la faille court selon un axe grossièrement orienté WSW-ENE, et dans la moitié orientale s'incurve vers le nord-est. On ne dénombre là pas moins de cinq synclinaux et quatre anticlinaux sur une longueur de 1,5 km.